# Frank Hussey
Francis Valentine Joseph „Frank“ Hussey (ur. 14 lutego 1905 w Nowym Jorku, zm. 26 grudnia 1974 w Coxsackie w stanie Nowy Jork) – amerykański lekkoatleta sprinter, mistrz olimpijski z 1924 z Paryża.
Jako uczeń szkoły średniej zakwalifikował się na igrzyska olimpijskie w 1924 w Paryżu, gdzie biegł na 3. zmianie sztafety 4 × 100 metrów, która zdobyła złoty medal, w półfinale ustanowiła rekord świata wynikiem 41,0 s, a w finale wyrównała to osiągnięcie (w składzie: Loren Murchison, Louis Clarke, Frank Hussey i Alfred LeConey).
Hussey jako student Boston College był w 1925 mistrzem Stanów Zjednoczonych (AAU) w biegu na 100 jardów (pokonał wówczas Jacksona Scholza), a także w sztafecie 4 × 110 jardów, która ustanowiła na tych mistrzostwach rekord świata czasem 41,4 s.
Później nie odnosił już takich sukcesów. Chociaż był uważany za jednego z faworytów biegu na 100 metrów na igrzyskach olimpijskich w 1928 w Amsterdamie, nie zakwalifikował się do reprezentacji amerykańskiej, odpadając już w przedbiegach kwalifikacji. Podjął desperacką próbę startu na igrzyskach i w tym celu dostał się na wiozący drużynę USA parowiec SS President Roosevelt jako pasażer na gapę, ale mimo dotarcia w ten sposób do Amsterdamu nie wystąpił w zawodach. Po zakończeniu kariery sportowej pracował głównie jako przedstawiciel handlowy.